# Ahtra
Ahtra – wyspa na Morzu Bałtyckim, w Zatoce Ryskiej, u zachodnich wybrzeży Estonii, należąca do tego państwa. Sąsiaduje z wysepką Viina. Administracyjnie znajduje się w prowincji Parnawa, w gminie Tõstamaa.